# Metropolitanska Francija
Metropolitanska Francija (francosko: France métropolitaine ali la Métropole), imenovana tudi Evropska Francija ali celinska Francija, je del Francije v Evropi. Obsega celinsko Francijo in Korziko ter druge otoke v Atlantskem oceanu, Rokavskem prelivu (francosko: la Manche) in Sredozemskem morju.
Čezmorska Francija (la France d'outre-mer, l'Outre-mer ali pogovorno les DOM-TOM) je skupno ime za del Francije zunaj Evrope: francoske čezmorske regije (départements et régions d'outre-mer ali DROM) , ozemlja (teritoriires d'outre-mer ali TOM), kolektivnost (collectivités d'outre-mer ali COM) in kolektivnost sui generis (collectivité sui generis) Nove Kaledonije. Metropolitanska in čezmorska Francija skupaj tvorita Francosko republiko. Metropolitanska Francija predstavlja 82,0 % kopenskega ozemlja, 3,3 % izključne gospodarske cone in 95,9 % prebivalstva Francoske republike.
Pet čezmorskih regij (departmajev) – Francoska Gvajana, Martinik, Gvadelup, Reunion in Mayotte - ima enak politični status kot francoske metropolitanske regije. Metropolitansko Francijo in teh pet čezmorskih regij včasih imenujejo la France entière (celotna Francija). Toda ta Francija ne vključuje francoskih čezmorskih kolektivnosti in ozemelj, ki imajo več avtonomije kot čezmorski departmaji. V čezmorski Franciji osebo iz metropolitanske Francije pogosto imenujejo métro, okrajšava za métropolitain.

## Etimologija
Izraz metropolitanska Francija izvira iz kolonialnega obdobja države (od 16. do 20. stoletja), ko se je Francija imenovala la Métropole (dobesedno 'metropola'), ločeno od svojih kolonij in protektoratov, znanih kot les colonies or l'Empire. Podobni izrazi so obstajali za opis drugih evropskih kolonialnih sil (npr. metropolitanska Britanija, España metropolitana). Ta uporaba besed metropolis in metropolitan je izvirala iz starogrške metropolis (od μήτηρ mētēr za 'mati' in πόλις pólis za 'mesto'), kar je bilo ime za mestno državo, ki je ustanovila kolonije po Sredozemlje (npr. Marseille je bila kolonija mesta-države Fokaje; zato je bila Fokaja metropolis Marseilla). Metropolis in metropolitan sta se v nadaljevanju pomenila 'matična domovina', narod ali država v nasprotju s svojimi čezmorskimi kolonijami.
Danes nekateri ljudje c čezmorski Franciji nasprotujejo uporabi izraza la France métropolitaine zaradi svoje kolonialne zgodovine. Raje jo imenujejo 'evropsko ozemlje Francije' (le teritoire européen de la France), kot to navajajo Pogodbe Evropske unije. Prav tako nasprotujejo obravnavanju čezmorske Francije in metropolitanske Francije kot ločeni entiteti. INSEE je na primer izračunal svoje statistike (demografija, gospodarstvo itd.) samo za metropolitansko Francijo in analiziral ločene statistike za čezmorske departmaje in ozemlja. Ljudje v čezmorskih departmajih so nasprotovali tej ločeni obravnavi in trdili, da so bili takratni štirje čezmorski oddelki v celoti del Francije.
Kot rezultat tega je INSEE od konca 1990-ih v svoje statistike za Francijo vključil štiri čezmorske departmaje (na primer skupno prebivalstvo ali BDP). Peti čezmorski departma, Mayotte, je od sredine 2010 dalje vključen v statistiko za Francijo. INSEE označuje metropolitansko Francijo in pet čezmorskih departmajev kot la France entière ('celotna Francija'). Celotna Francija vključuje pet čezmorskih departmajev, ne vključuje pa drugih čezmorskih kolektivnosti in ozemelj, ki imajo več avtonomije kot departmaji. Druge veje francoske uprave imajo lahko različne opredelitve, kaj je to la France entière. Na primer, v nasprotju z INSEE, ko Ministrstvo za notranje zadeve objavi rezultate volitev, uporablja izraz la France entière za označevanje celotne Francoske republike, vključno z vso čezmorsko Francijo in ne le petih čezmorskih departmajev.
Upoštevaje da INSEE zdaj izračuna statistiko za la France entière, se je ta praksa razširila tudi na mednarodne institucije. Na primer, francoski BDP, ki ga je objavila Svetovna banka, vključuje metropolitansko Francijo in pet čezmorskih departmajev. Svetovna banka omenja ta skupni znesek kot Francija; ne uporablja besedne zveze 'celotna Francija', kot to počne INSEE.

## Statistika
Metropolitanska Francija pokriva površino 543.940 kvadratnih kilometrov, medtem ko čezmorska Francija pokriva površino 119.396 km² , ali skupno 663.336 km² Francoska republika (razen dežele Adélie na Antarktiki, kjer je suverenost odvzeta od podpisa Antarktične pogodbe leta 1959). Tako metropolitanska Francija predstavlja 82,0 % kopenskega ozemlja Francoske republike.
Na morju izključna ekonomska cona metropolitanske Francije obsega 333.691 km², medtem ko izključna ekonomska cona v čezmorski Franciji obsega 9.825.538 km², ali skupaj 10.159.229 km² Francoska republika (razen dežele Adélie) . Tako metropolitanska Francija predstavlja 3,3 % izključne ekonomske cone Francoske republike.
Po podatkih INSEE je v metropolitanski Franciji od januarja 2018 živelo 65.018.000 ljudi, medtem ko je v čezmorski Franciji živelo 2.790.000, za skupno 67.808.000 prebivalcev v Francoski republiki . Tako prestolnica Francija predstavlja 95,9% prebivalstva Francoske republike.
V drugem krogu francoskih predsedniških volitev 2017 je glasovalo 35.467.327 Francozov (kar pomeni volilno udeležbo 74,56 %). 33.883.463 od teh (95,53 % vseh volivcev) je oddalo svoje glasovnice v metropolitanski Franciji (volilna udeležba: 76,26 %), 1.003.910 (2,83 % vseh volivcev) je oddalo svoje glasovnice v čezmorski Franciji (volilna udeležba: 53,59 %) in 579.954 (1,64 % vseh volivcev) je oddalo glasovnice v tujih državah (Francozi, ki živijo v tujini; volilna udeležba: 45,84 %) .
Francosko državno skupščino sestavlja 577 poslancev, od katerih je 539 (93,4 % vseh) izvoljenih v metropolitanski Franciji, 27 (4,7 % vseh) v čezmorski Franciji in 11 (1,9 % vseh) francoskih državljani, ki živijo v tujih državah.

## Celinska Francija
Celinska Francija (francosko: la France continentale) ali samo 'celina' (francosko: le kontinent) ne vključuje francoskih otokov v Atlantskem oceanu, Rokavskem prelivu ali Sredozemskem morju, od katerih je največja Korzika.
Na Korziki ljudi iz celinskega dela metropolitanske Francije omenjajo kot les continentaux.
Občasni sinonim za celinski del metropolitanske Francije je l'Hexagone ('šestkotnik') zaradi približne oblike, pridevnik hexagonal pa je lahko priložnostni sinonim Francoze (po navadi se razume samo kot metropolitanski, razen v temah, povezanih z zunanjimi zadevami in nacionalno politiko Francije kot celote.